# Stinson-Faucett F-19
El Stinson-Faucett F-19 es el primer avión hecho en Perú.[cita requerida] Fueron creados por la Compañía de Aviación Faucett S.A. en 1928, a partir de los Stinson Detroiter recibidos por la compañía. El diseño fue realizado por el norteamericano Elmer James Faucett Clark llevando un eslogan a los lados con las palabras "Orgullosamente hecho en Perú". Su primer vuelo fue la ruta Lima - Talara con escala en Chiclayo.

## Historía
Iniciados los vuelos regulares, Faucett compra aviones Stinson Detroiter para cinco pasajeros y busca un terreno ubicado en lo que entonces eran las afueras de Lima, construyendo el Aeródromo de Santa Cruz que disponía de una pista de aterrizaje de 700 metros, una terminal para pasajeros y los talleres de mantenimiento que fueran formalmente inaugurados el 17 de agosto de 1929. Al poco tiempo se inicia la fabricación de aviones, derivados de los Stinson Detroiter y conocidos como Stinson Faucett, que asimilaban la experiencia adquirida durante los primeros años de vuelos por el Perú y tenía varias modificaciones para mejorar su rendimiento. Se fabricaron más de 30 estando el último operativo todavía hasta 1975 en la escuela de Aviación Civil del Perú, en Collique. Estos aviones eran tan versátiles que incluso el Cuerpo Aeronáutico del Perú, realizó un pedido.
Los Stinson, tenía capacidad para un piloto y 7 pasajeros; estaban propulsados por un motor Pratt & Whitney Wasp de 550 HP. Como dato curioso, en 1960, todavía volaban dos de estos aviones; y aún más, único aparato Stinson Faucett F-19, todavía volaba en 1974.

## Especificaciones

### Características generales
- Tripulación: 1
- Capacidad: 7 pasajeros
- Longitud: 11,8 m (38,7 ft)
- Envergadura: 17,7 m (58,1 ft)
- Altura: 4,4 m (14,3 ft)
- Superficie alar: 40,5 m² (436 ft²)
- Peso vacío: 2580 kg (5686,3 lb)
- Peso cargado: 3390 kg (7471,6 lb)
- Peso máximo al despegue: 4110 kg (9058,4 lb)
- Planta motriz: 1× Motor radial Pratt & Whitney S1E3 Wasp.
  - Potencia: 410 kW (550 HP; 558 CV)

### Rendimiento
- Velocidad máxima operativa (Vno): 260 km/h (162 MPH; 140 kt)
- Velocidad crucero (Vc): 244 km/h (152 MPH; 132 kt) a 75%
- Alcance: 900 km (486 nmi; 559 mi)
- Techo de vuelo: 5400 m (17 717 ft)